# 溥洛铺镇
博洛铺镇是中国辽宁省营口市大石桥市下辖的一个镇。

## 行政区划
博洛铺镇下辖孟家屯村、詹家屯村、江南村、神树村、李大村、华山村、牛屯村、望马台村、博洛铺村、太平庄村，西湖村，刘伯寺村，二道河村，秦屯村，母屯村，景屯村，劳动村，西山岗村，刘大屯村